# Bujánháza
Bujánháza település Romániában, Szatmár megyében.

## Fekvése
Szatmár megyében, Avasújvárostól északra, Tartolc és Terep között fekvő település.

## Története
Bujánháza neve az oklevelekben a XV. században volt először említve. Ekkor a meggyesi uradalomhoz tartozott, s nevét ez idő tájt Buyanhaza, Buyakhaza formákban írták.
1634-ig az avassági uradalommal együtt Lónyai Anna birtokai közé tartozott.
1634-től pedig a szatmári vár tartozéka lett, majd később a Wesselényiek az avassági uradalomal együtt kiváltották a birtokot. Tőlük pedig öröklés útján a gróf Teleki család szerezte meg.
A XVII. században a gróf Telekieken kívül a gróf Kornis, báró Vécsey, báró Wesselényi, Becsky, Dobay, Nagy, Szirmay, Sepsy, Szilágyi és Ráthonyi családok.
A 20. század elején nagyobb birtokosa nem volt.
Bujánháza határában állt Bélavára nevű hegy, melyen a hagyomány azt tartotta, hogy IV. Béla király  vára állt ott. Az elvégzett ásatások nyomán azonban megállapították, hogy itt vár soha nem állt, hanem a tatárjárás idején elsáncolt hely lehetett. A hegy fennsíkján még a 20. század elején is látható volt, hogy másfél öles földsánc választja el a hegy többi részétől, itt tatárjárás korabeli  kardok, lándzsa- és nyílhegyek,  és érdekes alakú pajzsdudorok kerültek ki a földből, bizonyítva azt, hogy a hegy e részén egykor harc folyt.
Bujánháza a trianoni békeszerződés előtt Szatmár vármegye Avasi járásához tartozott.